# راسل هاروارد
راسل هاروارد (انگلیسی: Russell Harvard؛ زادهٔ ۱۶ آوریل ۱۹۸۱) یک هنرپیشه اهل ایالات متحده آمریکا است. وی از سال ۲۰۰۶ میلادی تاکنون مشغول فعالیت بوده است.